# ブルース・ブロートン
ブルース・ブロートン（Bruce Broughton、1945年3月8日 - ）は、アメリカ合衆国の映画音楽作曲家。

## 人物
ロサンゼルス出身。
映画、テレビドラマ、テレビアニメと幅広い音楽を手がけ、エミー賞をプライムタイム、デイタイム合わせて10回受賞している。また、『ヤング・シャーロック/ピラミッドの謎』で第13回サターン音楽賞を受賞した。
『Alone Yet Not Alone』の挿入歌として作曲した「Alone, Yet Not Alone」が第86回アカデミー賞で歌曲賞にノミネートされたが、ブロートンがアカデミー前理事やアカデミー賞音楽部門執行委員という立場を利用して選考委員に自分の作品に投票するように働きかけていたことが発覚し、同曲はノミネートから外された。

## 主なディスコグラフィ

### 映画
- スペース・パイレーツ The Ice Pirates (1984年)
- シルバラード Silverado (1985年)
- ヤング・シャーロック/ピラミッドの謎 Young Sherlock Holmes (1985年)
- くたばれ!ハリウッド Sweet Liberty (1986年)
- ミリィ/少年は空を飛んだ The Boy Who Could Fly (1986年)
- スクエアダンス Square Dance (1986年)
- ハリーとヘンダスン一家 Harry and the Hendersons (1987年)
- ドラキュリアン The Monster Squad (1987年)
- ハート泥棒 Cross My Heart (1987年)
- プレシディオの男たち The Presidio (1988年)
- レスキュー The Rescue (1988年)
- マフィア/最後の祈り Last Rites (1988年)
- ムーンウォーカー Moonwalker (1989年)
- ジャックナイフ Jacknife (1989年)
- 本日はお日柄も良く/ベッツィの結婚 Betsy's Wedding (1990年)
- カナディアン・エクスプレス Narrow Margin (1990年)
- ビアンカの大冒険 ゴールデン・イーグルを救え! The Rescuers Down Under (1990年) アニメ映画
- クリスマスに万歳! All I Want for Christmas (1991年)
- ジャイアント・ベビー Honey I Blew Up the Kid (1992年)
- カウチポテト・アドベンチャー Stay Tuned (1992年)
- 奇跡の旅 Homeward Bound: The Incredible Journey (1993年)
- ハネムーンは命がけ So I Married an Axe Murderer (1993年)
- バラ色の選択 For Love or Money (1993年)
- トゥームストーン Tombstone (1993年)
- ホーリー・ウェディング Holy Matrimony (1994年)
- 赤ちゃんのおでかけ Baby's Day Out (1994年)
- 34丁目の奇跡 Miracle on 34th Street (1994年)
- 奇跡の旅2/サンフランシスコの大冒険 Homeward Bound II: Lost in San Francisco (1996年)
- パーフェクト・ファミリー House Arrest (1996年)
- インフィニティ/無限の愛 Infinity (1996年)
- ザ・ターゲット Shadow Conspiracy (1997年)
- シンプル・ウィッシュ A Simple Wish (1997年)
- ドクター・ジャガバンドー Krippendorf's Tribe (1998年)
- ロスト・イン・スペース Lost in Space (1998年)
- N.Y.殺人捜査線 One Tough Cop (1998年)
- おてんばエロイーズ/キラキラ星のダンスパーティ Eloise at the Plaza (2003年) テレビ映画
- おてんばエロイーズ/わくわくクリスマス Eloise at Christmastime (2003年) テレビ映画
- ミッキー、ドナルド、グーフィーの三銃士 Mickey, Donald, Goofy: The Three Musketeers (2004年)
- ルーズベルト 大統領の保養地 Warm Springs (2005年) テレビ映画
- バンビ2 森のプリンス Bambi II (2006年)

### テレビドラマ
- ハワイ5-0 Hawaii Five-O (1973年-1979年)
- Dr.刑事クインシー Quincy, M.E. (1977年-1983年)
- 白バイ野郎ジョン&パンチ CHiPs (1978年) ※第2シーズン第6話のみ
- ダラス Dallas (1979年-1985年)
- 世にも不思議なアメージング・ストーリー Amazing Stories (1985年-1986年)
- 犯罪捜査官ネイビーファイル JAG (1995年-2005年)
- 宇宙探査艦オーヴィル The Orville (2017年-)

### テレビアニメ
- タイニー・トゥーンズ Tiny Toon Adventures (1990年-1992年)
- 恐竜家族 Dinosaurs (1991年-1994年)

### ビデオゲーム
- ハートオブダークネス Heart of Darkness (1998年)

### その他
- ビジョナリアム - 東京ディズニーランドにあったアトラクション。
- ミクロアドベンチャー! - 東京ディズニーランドにあったアトラクション。館内および周辺BGMとして使用されているテーマ曲（タイトル未設定）を作曲している。アトラクションの運営は終了しているが、エントランスや東京ディズニーランドと舞浜駅を結ぶ歩道のBGMとして使用されている。
- ソアリン：ファンタスティック・フライト - 2019年7月23日、東京ディズニーシーにオープンしたアトラクション。海外版BGMを東京オリジナル版に編曲して作られた。